# Jocelyn Pelham (6e comte de Chichester)
Jocelyn Brudenell Pelham, 6e comte de Chichester (21 mai 1871 – 14 novembre 1926), titré Lord Pelham de 1902 à 1905, est un militaire et pair héréditaire britannique.

## Biographie

### Jeunesse
Il est le fils aîné de Francis Pelham, 5e comte de Chichester, et d'Alice Glyn, fille de George Glyn, 1er baron Wolverton. Il fait ses études au Collège d'Eton, puis à Trinity College.

### Vie adulte
Il est lieutenant adjoint du Sussex, un commissaire aux prêts de travaux publics et un lieutenant-colonel Brevet du Royal Sussex Regiment.
Il participe également comme officier à la Première Guerre mondiale.

#### Chambre des lords
Il succède à son père Henry Pelham, 3e comte de Chichester à la Chambre des lords. Il participe avec les crossbencher aux débats à la chambre à hauteur de 8 interventions.

## Famille
Il épouse, le 17 mai 1898, Ruth Buxton (1875-1965), fille de Francis William Buxton et de Mary Emma Lawrence. Ils ont quatre enfants :
- Elizabeth Jocelyn Pelham (27 mars 1899 - 3 décembre 1975) épouse Charles Murray Beazley (22 juillet 1890 - 27 avril 1965), sans descendance ;
- Francis Pelham, 7e comte de Chichester (23 mars 1905 - 22 novembre 1926), célibataire, sans enfants ;
- Prudence Mary Pelham (6 avril 1910 - 13 octobre 1952) épouse Guy Rawstron Branch (27 octobre 1913 - 11 août 1940), sans descendance ;
- John Pelham, 8e comte de Chichester (12 juin 1912 - 21 février 1944) épouse Ursula von Pannwitz (23 octobre 1911 - 1989), dont descendance.

## Distinctions

### Décorations
- Officier de l'Ordre de l'Empire britannique (1918)
- 1914 Star
- British War Medal (26 juillet 1919)
- Victory Medal (1er septembre 1919)
- Médaille du couronnement du roi George V (30 juin 1911)